# ŽNK Osijek
Der Ženski nogometni klub Osijek (deutsch Frauenfußballverein Osijek) ist ein kroatischer Frauenfußballverein aus Osijek. Der Klub ist Rekordsieger der 1. HNLŽ sowie des Hrvatski nogometni kup za žene.

## Geschichte
Der ŽNK Osijek gründete sich 1990 und war 1992 Gründungsmitglied der 1. HNLŽ nach der Unabhängigkeitserklärung Kroatiens. In der Spielzeit 1993/94 gewann die Mannschaft erstmals den Meistertitel, dem im folgenden Jahr der Gewinn des Doubles aus Meisterschaft und Pokalsieg folgte, als im Endspiel ŽNK Susedgrad '97 Zagreb besiegt wurde. Dies war der Anfang einer Ära der Dominanz, bis 2002 trug sich der Klub in die Siegerliste beider Wettbewerbe ein. Erst 2003 durchbrach ŽNK Dinamo-Maksimir die Serie mit dem Gewinn des Landespokals, als nach einer 0:3-Auswärtsniederlage ein 3:1-Heimerfolg zu wenig für den erneuten Triumph war. In der Meisterschaft 2002/03 reichte die bessere Tordifferenz gegenüber dem punktgleichen Konkurrenten Radnik '99 Velika Gorica jedoch den zehnten Titel in Serie. Aber auch hier war ŽNK Dinamo-Maksimir in den folgenden drei Jahren nicht zu schlagen, ŽNK Osijek wurde einmal Vizemeister und zweimal Dritter.
In der Spielzeit 2004/05 gewann ŽNK Osijek erneut den Meistertitel, bis 2018 folgte nun eine Serie von zwölf Triumphen in Folge. Dabei gewann die Mannschaft zwischen 2007 und 2017 jeweils das Double. Die dominierende Stellung zeigt sich dabei an einzelnen Endspielergebnissen, so wurde 2013 ŽNK Dinamo Maksimir im Finalrückspiel mit 14:0 besiegt, nach Reduzierung auf ein Finalspiel gab es gegen ŽNK Split 2014 einen 8:0- und im folgenden Jahr gegen ŽNK Pregrada einen 10:0-Endspielsieg. Während die Mannschaft dadurch regelmäßig auf internationaler Ebene in der UEFA Women’s Champions League vertreten war, kam sie dort kaum über die Gruppenphase hinaus. 
ŽNK Split avancierte Ende der 2010er Jahre zu einem ernsthaften Konkurrenten von ŽNK Osijek, die beiden Mannschaften duellierten sich um Meistertitel und Pokalsieg. Zwischen 2019 und 2022 standen sich beide jeweils im Pokalendspiel entgegen, bei den drei Duellen – wegen der COVID-19-Pandemie fiel der Wettbewerb 2019/20 aus – holte sich jeweils der Konkurrent aus Split den Titel. In der Spielzeit 2020/21 blieben beide Mannschaften im Saisonverlauf ohne Niederlage und beendeten die Meisterschaft punktgleich – lediglich in den direkten Duellen gab es keine Siegerinnen. Während normalerweise der direkte Vergleich entscheiden würde, war somit die gesamte Tordifferenz ausschlaggebend, dass ŽNK Osijek den 23. Meistertitel der Vereinsgeschichte gewann. Nach einer Vizemeisterschaft hinter dem Konkurrenten in der folgenden Spielzeit gewann die Mannschaft in der Saison 2022/23 alle Saisonspiele und wurde damit unangefochten erneut Titelträger.

## Erfolge
- Kroatische Meisterschaft (24): 1993/94, 1994/95, 1995/96, 1996/97, 1997/98, 1998/99, 1999/2000, 2000/01, 2001/02, 2002/03, 2006/07, 2007/08, 2008/09, 2009/10, 2010/11, 2011/12, 2012/13, 2013/14, 2014/15, 2015/16, 2016/17, 2017/18, 2020/21, 2022/23
- Kroatischer Landespokal (19): 1994/95, 1995/96, 1996/97, 1997/98, 1998/99, 1999/2000, 2000/01, 2001/02, 2007/08, 2008/09, 2009/10, 2010/11, 2011/12, 2012/13, 2013/14, 2014/15, 2015/16, 2016/17